# Segunda División de México 1960-61
La Temporada 1960-61 de la Segunda División de México fue el undécimo torneo de la historia de la segunda categoría del fútbol mexicano. Se disputó entre los meses de julio de 1960 y marzo de 1961. Contó con 20 equipos. El Nacional de Guadalajara fue el campeón de la categoría ganando así su ascenso a la Primera División.

## Cambios
- Monterrey ascendió a Primera División.
- Zamora descendió desde el máximo circuito.
- Cataluña de Torreón y Pachuca ingresaron a la liga como nuevos equipos.
- Irapuatense fue renombrado como Vasco de Quiroga.
- Oviedo fue renombrado como Club Deportivo Texcoco.

## Formato de competencia
Los veinte equipos compiten en un grupo único, todos contra todos a visita recíproca. Se coronaria campeón el equipo con la mayor cantidad de puntos y así conseguir el ascenso; si al final de la campaña existiera empate entre dos equipos en la cima de la clasificación, se disputaría un duelo de desempate para definir al campeón, esto claro sin considerar de por medio ningún criterio de desempate.

## Equipos participantes

### Equipos por Entidad Federativa
| Entidad Federativa | N.º | Equipos                                                   |
| ------------------ | --- | --------------------------------------------------------- |
| Michoacán          | 4   | Atlético Valladolid, La Piedad, Vasco de Quiroga y Zamora |
| Coahuila           | 2   | Cataluña y Laguna                                         |
| Tamaulipas         | 2   | Refinería Madero y Victoria                               |
| Veracruz           | 2   | Orizaba y Poza Rica                                       |
| Distrito Federal   | 1   | UNAM                                                      |
| Estado de México   | 1   | Texcoco                                                   |
| Guanajuato         | 1   | Salamanca                                                 |
| Hidalgo            | 1   | Pachuca                                                   |
| Jalisco            | 1   | Nacional                                                  |
| Morelos            | 1   | Cuautla                                                   |
| Nayarit            | 1   | Tepic                                                     |
| Nuevo León         | 1   | U. de N.L.                                                |
| Querétaro          | 1   | Querétaro                                                 |
| San Luis Potosí    | 1   | San Luis                                                  |

### Información sobre los equipos participantes
| Equipo              | Ciudad                           | Estadio                |
| ------------------- | -------------------------------- | ---------------------- |
| Atlético Valladolid | Morelia, Michoacán               | Campo Independiente    |
| Cataluña            | Torreón, Coahuila                | San Isidro             |
| Cuautla             | Cuautla, Morelos                 | El Almeal              |
| La Piedad           | La Piedad, Michoacán             | Juan N. López          |
| Laguna              | Torreón, Coahuila                | San Isidro             |
| Nacional            | Guadalajara, Jalisco             | Parque Oro             |
| Orizaba             | Orizaba, Veracruz                | Moctezuma              |
| Pachuca             | Pachuca, Hidalgo                 | Revolución Mexicana    |
| Poza Rica           | Poza Rica, Veracruz              | Parque Jaime J. Merino |
| Querétaro           | Santiago de Querétaro, Querétaro | Municipal de Querétaro |
| Refinería Madero    | Ciudad Madero, Tamaulipas        | Tampico                |
| Salamanca           | Salamanca, Salamanca             | El Molinito            |
| San Luis            | San Luis Potosí, S.L.P.          | Plan de San Luis       |
| Tepic               | Tepic, Nayarit                   | Nicolás Álvarez Ortega |
| Texcoco             | Texcoco, Estado de México        | Municipal de Texcoco   |
| Tigres U. de N.L.   | Monterrey, Nuevo León            | Tecnológico            |
| U.N.A.M.            | México, D.F.                     | Olímpico Universitario |
| Vasco de Quiroga    | Irapuato, Guanajuato             | Revolución             |
| Victoria            | Ciudad Victoria, Tamaulipas      | Marte R. Gómez         |
| Zamora              | Zamora, Michoacán                | Moctezuma              |

## Clasificación
| Pos. | Equipo              | Pts. | PJ | G  | E  | P  | GF | GC  | Dif. | Clasificación              |
| ---- | ------------------- | ---- | -- | -- | -- | -- | -- | --- | ---- | -------------------------- |
| 1    | Nacional (C)        | 61   | 38 | 28 | 5  | 5  | 94 | 32  | +62  | Ascenso a Primera División |
| 2    | Poza Rica           | 55   | 38 | 23 | 9  | 6  | 75 | 36  | +39  |                            |
| 3    | Refinería Madero    | 53   | 38 | 23 | 7  | 8  | 79 | 43  | +36  |                            |
| 4    | Ciudad Victoria     | 50   | 38 | 19 | 12 | 7  | 76 | 39  | +37  |                            |
| 5    | UNAM                | 47   | 38 | 20 | 7  | 11 | 64 | 41  | +23  |                            |
| 6    | San Luis            | 46   | 38 | 17 | 12 | 9  | 66 | 41  | +25  |                            |
| 7    | Querétaro           | 45   | 38 | 18 | 9  | 11 | 69 | 42  | +27  |                            |
| 8    | Texcoco             | 45   | 38 | 17 | 11 | 10 | 70 | 64  | +6   |                            |
| 9    | Tepic               | 42   | 38 | 16 | 10 | 12 | 66 | 52  | +14  |                            |
| 10   | U. de N.L.          | 40   | 38 | 16 | 8  | 14 | 66 | 60  | +6   |                            |
| 11   | Orizaba             | 38   | 38 | 14 | 10 | 14 | 57 | 62  | −5   |                            |
| 12   | Laguna              | 36   | 38 | 14 | 8  | 16 | 69 | 64  | +5   |                            |
| 13   | Zamora              | 36   | 38 | 15 | 6  | 17 | 66 | 63  | +3   |                            |
| 14   | La Piedad           | 30   | 38 | 11 | 8  | 19 | 48 | 67  | −19  |                            |
| 15   | Salamanca           | 28   | 38 | 10 | 8  | 20 | 62 | 74  | −12  |                            |
| 16   | Cuautla             | 27   | 38 | 10 | 7  | 21 | 50 | 79  | −29  |                            |
| 17   | Vasco de Quiroga    | 23   | 38 | 7  | 9  | 22 | 42 | 82  | −40  |                            |
| 18   | Pachuca             | 23   | 38 | 7  | 9  | 22 | 41 | 91  | −50  |                            |
| 19   | Atlético Valladolid | 21   | 38 | 6  | 9  | 23 | 26 | 90  | −64  |                            |
| 20   | Cataluña            | 14   | 38 | 5  | 4  | 29 | 47 | 111 | −64  |                            |

 Fuente: RSSSF
Criterios de clasificación: Puntos · Diferencia de goles · Goles a favor · Play-off
|                                              |
| Nacional de Guadalajara Campeón 1.er título. |

## Resultados
| Local \ Visitante   | ATV | CAT | CUA | LPD | LAG | NAC | ORI | PAC | PZR | QUE | RMA | SAL | SNL | TEP | TEX | UNL | UNM | VDQ | VIC | ZAM |
| ------------------- | --- | --- | --- | --- | --- | --- | --- | --- | --- | --- | --- | --- | --- | --- | --- | --- | --- | --- | --- | --- |
| Atlético Valladolid | —   | 2–1 | 0–1 | 1–0 | 0–1 | 0–1 | 0–5 | 1–1 | 0–1 | 0–2 | 1–2 | 2–1 | 1–1 | 2–2 | 0–1 | 2–1 | 2–1 | 1–1 | 0–3 | 2–3 |
| Cataluña            | 6–0 | —   | 5–2 | 3–1 | 1–4 | 5–6 | 1–1 | 1–2 | 0–4 | 0–4 | 1–4 | 2–0 | 1–1 | 3–1 | 0–1 | 0–4 | 1–4 | 0–1 | 0–2 | 1–1 |
| Cuautla             | 0–0 | 2–0 | —   | 2–2 | 1–2 | 0–2 | 3–1 | 2–0 | 1–1 | 1–1 | 3–2 | 0–1 | 2–0 | 0–4 | 2–0 | 0–2 | 0–0 | 1–0 | 2–2 | 1–2 |
| La Piedad           | 8–0 | 2–0 | 1–1 | —   | 2–0 | 3–7 | 0–0 | 3–0 | 1–0 | 1–0 | 1–3 | 1–1 | 1–0 | 0–1 | 0–1 | 2–2 | 3–2 | 3–0 | 1–3 | 1–2 |
| Laguna              | 8–1 | 1–1 | 3–2 | 1–1 | —   | 3–1 | 1–3 | 3–1 | 1–2 | 5–0 | 0–2 | 2–1 | 1–2 | 6–3 | 1–1 | 2–2 | 1–2 | 1–0 | 1–3 | 4–2 |
| Nacional            | 6–0 | 7–1 | 6–0 | 1–0 | 3–1 | —   | 5–1 | 4–0 | 2–1 | 3–0 | 1–0 | 1–1 | 1–1 | 3–0 | 2–0 | 4–0 | 3–0 | 2–1 | 2–0 | 2–0 |
| Orizaba             | 1–2 | 5–3 | 3–1 | 1–0 | 1–0 | 0–1 | —   | 1–1 | 1–2 | 1–1 | 2–2 | 3–1 | 0–0 | 1–1 | 0–0 | 2–1 | 1–3 | 4–1 | 2–1 | 3–0 |
| Pachuca             | 4–1 | 4–1 | 1–4 | 1–3 | 2–1 | 0–4 | 1–2 | —   | 1–4 | 1–0 | 0–5 | 4–3 | 1–4 | 1–1 | 2–2 | 1–0 | 1–1 | 1–1 | 2–2 | 0–4 |
| Poza Rica           | 6–0 | 4–1 | 2–1 | 2–1 | 5–0 | 3–1 | 2–1 | 3–1 | —   | 1–1 | 1–2 | 1–0 | 1–1 | 1–1 | 2–1 | 2–1 | 0–0 | 4–1 | 4–1 | 3–2 |
| Querétaro           | 1–1 | 2–1 | 3–1 | 4–0 | 0–0 | 3–0 | 3–0 | 3–0 | 0–1 | —   | 6–0 | 4–0 | 2–2 | 0–2 | 2–0 | 2–1 | 2–1 | 4–0 | 1–1 | 3–1 |
| Refinería Madero    | 2–0 | 5–2 | 5–1 | 0–2 | 2–0 | 2–0 | 1–1 | 2–0 | 2–1 | 0–2 | —   | 5–0 | 1–0 | 1–1 | 2–1 | 5–0 | 0–0 | 5–0 | 2–1 | 1–0 |
| Salamanca           | 4–0 | 5–0 | 1–4 | 5–0 | 5–2 | 1–4 | 2–1 | 4–1 | 0–1 | 1–1 | 2–2 | —   | 0–1 | 4–4 | 3–1 | 2–2 | 2–3 | 0–3 | 1–1 | 4–2 |
| San Luis            | 2–0 | 5–0 | 4–2 | 0–0 | 0–1 | 0–1 | 2–0 | 1–1 | 0–0 | 2–1 | 3–2 | 3–1 | —   | 3–1 | 1–1 | 3–0 | 3–1 | 2–2 | 1–0 | 4–1 |
| Tepic               | 3–0 | 3–1 | 1–0 | 4–0 | 1–1 | 1–1 | 2–0 | 3–0 | 1–2 | 2–2 | 0–1 | 3–0 | 3–1 | —   | 3–1 | 2–0 | 0–0 | 3–0 | 2–3 | 3–1 |
| Texcoco             | 4–1 | 5–3 | 3–2 | 3–1 | 3–3 | 2–1 | 2–2 | 3–3 | 2–2 | 0–4 | 4–1 | 2–1 | 3–1 | 3–1 | —   | 2–2 | 2–0 | 2–1 | 1–1 | 3–2 |
| U. de N.L.          | 2–2 | 5–0 | 3–0 | 2–1 | 0–4 | 0–1 | 5–2 | 3–0 | 2–1 | 2–1 | 3–2 | 2–1 | 1–1 | 3–0 | 5–3 | —   | 0–1 | 2–1 | 1–1 | 1–0 |
| UNAM                | 1–0 | 2–0 | 4–0 | 4–0 | 2–0 | 1–1 | 1–2 | 2–0 | 3–2 | 4–1 | 0–2 | 3–0 | 2–0 | 3–1 | 3–0 | 2–1 | —   | 3–1 | 1–0 | 2–2 |
| Vasco de Quiroga    | 0–0 | 3–0 | 3–2 | 2–2 | 0–0 | 1–3 | 1–2 | 2–0 | 1–1 | 1–2 | 2–2 | 1–4 | 1–7 | 0–2 | 1–2 | 2–1 | 3–2 | —   | 0–3 | 2–2 |
| Ciudad Victoria     | 2–0 | 3–0 | 5–2 | 2–0 | 4–3 | 0–0 | 7–1 | 4–0 | 1–1 | 1–0 | 0–0 | 2–0 | 4–0 | 3–0 | 3–3 | 0–0 | 1–0 | 4–2 | —   | 1–1 |
| Zamora              | 1–1 | 3–1 | 4–1 | 6–0 | 2–1 | 0–1 | 2–0 | 3–2 | 0–1 | 4–1 | 1–2 | 0–0 | 0–4 | 1–0 | 0–2 | 3–4 | 3–0 | 3–0 | 2–1 | —   |